# Ужово (Псковская область)
Ужово — деревня в Гдовском районе Псковской области России. Входит в состав Добручинской волости Гдовского района.

## География
Расположена на правом берегу реки Плюсса, в 20 км к северу от Гдова и в 5 км к востоку от волостного центра, деревни Добручи. Дорога до деревни отсутствует.

## Население
Численность населения деревни на 2000 год составляла 7 человек, по переписи 2002 года — 18 человек.На 1.01.2017 в деревне в 45 дворах постоянно проживал 1 человек, остальные приезжали на весенне-летний период.

## История
До 1 января 2006 года деревня входила в состав ныне упразднённой Вейнской волости. В настоящее время подчиняется Добручскому сельскому совету